# Giorgio Amendola
Giorgio Amendola Kuhn (Roma, 21 de noviembre de 1907-5 de junio de 1980) fue un partisano, escritor y político italiano.

## Biografía
Hijo de Eva Kuhn y Giovanni Amendola, su juventud estuvo marcada por el asesinato de su padre a manos de sicarios de Mussolini. Tras esa muerte se afilió al Partido Comunista Italiano. Desde el 1948 hasta su muerte fue diputado por el PCI. Fue también presidente del Centro de Estudios de Política Económica (CESPE) del partido. Dentro del PCI se situó como líder del ala derecha. Contrajo matrimonio con Germaine Lecocq.